# Yvan Decock
Yvan Decock (Kortrijk, 1 juli 1941) is een Belgisch voormalig kajakker.

## Levensloop
Decock vertegenwoordigde België op de Olympische Spelen van 1960 te Rome. Hij nam er samen met Rik Verbrugghe, Germaan Van de Moere en Robert De Waele deel aan de K1 4x500 meter. Het team werd er evenwel uitgeschakeld in de herkansingen.
Hij was aangesloten bij Koninklijke Sobeka Kajakclub Zwevegem.